# 괌
괌(영어: Guam, 차모로어: Guåhan, 문화어: 괌섬)은 오세아니아의 미크로네시아 마리아나 제도에 있는 미국의 해외 속령이다. 차모로인들이 약 4000년 전에 이곳에 정착해 원주민이 되었다. 마리아나 제도에서 가장 큰 섬이며 또한 최남단에 있는 섬으로 수도는 하갓냐이다. 괌의 경제는 대한민국, 일본, 홍콩, 중화민국, 미국, 캐나다 등에서 오는 관광객들을 중심인 관광 사업으로 이뤄진다.
유엔의 식민지 해방 위원회는 괌을 비자치령 목록에 포함하였다. 일본이 괌을 침략했을 때에 일본어로 오미야섬(일본어: 大宮島)이라 불렀다. 현재는 유사시 동아시아를 지원할 해군 시설이 있다. 한반도 유사시 대한민국을 지원하는 미국 제7함대 등이 주둔한다. 괌은 대한민국에서 약 3,000km, 조선민주주의인민공화국에서 약 3,500km 떨어져 있다. 많은 사람들이 가고 싶어하는 여행지 중 하나이다.

## 역사
지금의 괌 지역에 남동부 인도네시아에 살던 사람들이 건너와 살았던 기원전 21세기부터 사람이 거주했다.
포르투갈인 항해사 페르디난드 마젤란이 세계를 주항하다 1521년 3월 6일이 섬에 도착, 괌과 서양 문명이 첫 접촉을 했다. 1565년, 미겔 로페스 데 레가스피 장군이 괌을 스페인 땅이라고 선언했다. 1668년에는 이곳에 처음 천주교를 소개한 산 비토레스 신부가 도착하며 이와 함께 스페인이 식민 지배를 시작했다. 1668년에서 1815년까지, 괌은 멕시코와 필리핀을 오가는 스페인 무역로의 중요한 중개 역할을 했다. 이 때 괌과 마리아나 제도의 다른 섬들을 포함하는 캐롤라인 제도 전체를 스페인의 필리핀 식민지 일부로 취급하던 시절이었다. 섬의 원주민 문화인 차모로 문화가 독특했지만, 스페인 지배로 스페인 문화와 종교, 전통의 영향을 많이 받았고 훼손되었다.
1898년, 미국이 미국-스페인 전쟁으로 이 섬의 통치권을 차지했다. 마리아나 제도 북부에 있는 섬들을 독일이 거쳐가고 일본이 침략할 동안, 괌은 미국에서 필리핀으로 오고 가는 배들의 정거장 역할을 했다.
제2차 세계 대전 중 1941년 12월 8일, 괌을 일본군이 침략했다. 마리아나 제도 북부를 전쟁 이전에 이미 남양청 (남양 군도)의 관할 구역으로 일본이 보호령으로 삼아서, 일본군은 그곳에 살던 북부 차모로인들을 차출하여 통역 등 일본 점령군을 위한 일에 종사하게 했다. 일본인들이 괌의 차모로인들을 점령지의 적으로 취급했다. 다이큐토 (大宮島)라는 이름으로 괌은 약 31개월간 일본의 식민 지배 아래 있었다. 이 기간에 일본군은 괌의 토착민들을 강제 노동, 가족 이산, 감금, 처형, 강제 수용, 성노예 등에 동원했다. 이로 말미암아 괌의 차모로인들은 침략자인 일본군만 아니라 마리아나 제도 북부의 차모로인들에게도 일종의 적개심을 품었다. 주민 가운데 꽤 많은 수가 일본의 침략에 시달린 기억을 품은 채로, 괌은 오늘날까지 유일한 미국령으로 남아 있다. 미국은 일본군을 몰아내고 섬을 탈환하는 1944년 7월 21일 괌 전투에서 이겼고, 아울러 마리아나 제도 북부도 점령하고 지배했다. 전쟁 후, 괌의 정부 형태를 규정한 〈1950년 괌 헌법 조례〉에 따라 괌은 미국의 헌법령이 되었고 주민들은 미국 시민권을 얻었다.
1999년, 수도 이름을 스페인어 아가냐에서 차모로어에 가까운 하갓냐로 개명했다.

## 지리

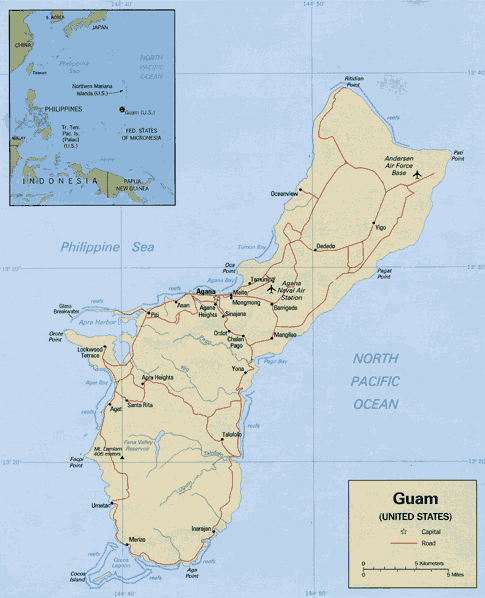
괌의 지도.

괌은 북위 13° 28′  동경 144° 45′  / 북위 13.467°  동경 144.750° 에 있고 섬의 넓이는 약 544km2(약 134,453 에이커)이고 길이는 약 48km이다. 섬의 북쪽에는 숲으로 뒤덮인 산호석회암 고원이 있으며 남쪽에는 숲과 초원이 깔린 화산 봉우리들이 있다. 섬의 해안선은 거의 산호초로 되어 있다. 인구는 대부분 섬 북부와 중부에 밀집해 있다. 이 섬은 마리아나 제도의 최남단 섬이자 미크로네시아에서 가장 큰 섬이다.
괌에서 가장 높은 산은 람람산, 주물롱망글로산, 볼라노스산, 알마고사산 순이다.

## 인구
| 인구조사 | 인구    | Note | %±     |
| -------- | ------- | ---- | ------ |
| 1910년   | 11,806  |      | —      |
| 1920년   | 13,275  |      | 12.4%  |
| 1930년   | 18,509  |      | 39.4%  |
| 1940년   | 22,290  |      | 20.4%  |
| 1950년   | 59,498  |      | 166.9% |
| 1960년   | 67,044  |      | 12.7%  |
| 1970년   | 84,996  |      | 26.8%  |
| 1980년   | 105,979 |      | 24.7%  |
| 1990년   | 133,152 |      | 25.6%  |
| 2000년   | 154,805 |      | 16.3%  |
| 2010년   | 159,358 |      | 2.9%   |
| 2020년   | 168,485 |      | 5.7%   |

## 기후
괌의 기후는 열대 우림 기후이지만 낮에는 섭씨 39°C 이상으로 올라가지 않고 밤에도 섭씨 26°C 이하로 내려가지 않는다. 평균 최고 기온은 30°C(86°F)이며 평균 최저 기온은 24.4°C(75.92°F)이다. 괌은 태풍의 발원지이기도 하고 가끔 열대성 스콜까지도 온다.
괌은 뚜렷하게 우기와 건기로 나뉜다. 건기는 1월부터 5월까지이며 전환기인 6월을 지나 7월부터 11월까지는 우기에 해당한다. 괌의 연평균 강수량은 1981년에서 2010년 사이에 2,490mm(98in)였다.
괌 공항에서의 기록상 역대 비가 가장 많이 내린 달은 1997년 8월로 977.6mm(38.49in)였으며 역대 가장 건조한 달은 2015년 2월로 3.8mm(0.15in)였다. 가장 비가 많이 내린 연도는 1976년으로 3,345.2mm(131.70in)였으며 가장 건조했던 해는 1998년으로 1,470.2mm(57.88in)였다. 하루에 가장 많은 비가 내린 날은 1953년 10월 15일로 393.2mm(15.48in)가 내렸다.
| 괌 국제공항의 기후                                                                             | 괌 국제공항의 기후 | 괌 국제공항의 기후 | 괌 국제공항의 기후 | 괌 국제공항의 기후 | 괌 국제공항의 기후 | 괌 국제공항의 기후 | 괌 국제공항의 기후 | 괌 국제공항의 기후 | 괌 국제공항의 기후 | 괌 국제공항의 기후 | 괌 국제공항의 기후 | 괌 국제공항의 기후 | 괌 국제공항의 기후 |
| 월                                                                                             | 1월                | 2월                | 3월                | 4월                | 5월                | 6월                | 7월                | 8월                | 9월                | 10월               | 11월               | 12월               | 연간               |
| ---------------------------------------------------------------------------------------------- | ------------------ | ------------------ | ------------------ | ------------------ | ------------------ | ------------------ | ------------------ | ------------------ | ------------------ | ------------------ | ------------------ | ------------------ | ------------------ |
| 역대 최고 기온 °C (°F)                                                                         | 34 (94)            | 34 (93)            | 34 (93)            | 36 (96)            | 34 (94)            | 35 (95)            | 35 (95)            | 34 (94)            | 34 (94)            | 34 (93)            | 33 (92)            | 33 (91)            | 36 (96)            |
| 일평균 최고 기온 °C (°F)                                                                       | 29.8 (85.7)        | 29.8 (85.7)        | 30.4 (86.7)        | 31.1 (87.9)        | 31.4 (88.5)        | 31.4 (88.5)        | 30.9 (87.7)        | 30.6 (87.0)        | 30.6 (87.0)        | 30.7 (87.2)        | 30.8 (87.4)        | 30.3 (86.6)        | 30.7 (87.2)        |
| 일일 평균 기온 °C (°F)                                                                         | 26.8 (80.3)        | 26.7 (80.1)        | 27.2 (81.0)        | 27.9 (82.3)        | 28.3 (83.0)        | 28.4 (83.1)        | 27.9 (82.2)        | 27.5 (81.5)        | 27.5 (81.5)        | 27.6 (81.7)        | 27.9 (82.2)        | 27.6 (81.6)        | 27.6 (81.7)        |
| 일평균 최저 기온 °C (°F)                                                                       | 23.9 (75.0)        | 23.7 (74.6)        | 24.1 (75.4)        | 24.8 (76.7)        | 25.3 (77.5)        | 25.4 (77.7)        | 24.9 (76.8)        | 24.5 (76.1)        | 24.4 (76.0)        | 24.6 (76.3)        | 25.0 (77.0)        | 24.7 (76.5)        | 24.6 (76.3)        |
| 역대 최저 기온 °C (°F)                                                                         | 19 (66)            | 18 (65)            | 19 (66)            | 20 (68)            | 21 (70)            | 21 (70)            | 21 (70)            | 21 (70)            | 21 (70)            | 19 (67)            | 20 (68)            | 20 (68)            | 18 (65)            |
| 평균 강수량 mm (인치)                                                                          | 136 (5.34)         | 105 (4.15)         | 70 (2.77)          | 89 (3.50)          | 113 (4.45)         | 165 (6.51)         | 311 (12.25)        | 449 (17.66)        | 385 (15.17)        | 323 (12.73)        | 211 (8.29)         | 135 (5.30)         | 2,492 (98.12)      |
| 평균 강수일수 (≥ 0.01 인치)                                                                    | 20.1               | 18.0               | 18.3               | 18.9               | 19.7               | 23.2               | 26.0               | 25.9               | 25.1               | 25.4               | 23.9               | 22.7               | 267.2              |
| 평균 상대 습도 (%)                                                                             | 83.7               | 81.9               | 83.1               | 82.0               | 82.7               | 82.7               | 87.3               | 88.7               | 88.8               | 88.3               | 86.6               | 83.0               | 84.9               |
| 평균 월간 일조시간                                                                             | 176.0              | 173.7              | 216.4              | 214.0              | 219.9              | 193.8              | 156.1              | 142.2              | 132.7              | 132.6              | 135.0              | 143.4              | 2,035.8            |
| 가능 일조율                                                                                    | 50                 | 53                 | 58                 | 57                 | 56                 | 50                 | 39                 | 37                 | 36                 | 36                 | 39                 | 41                 | 46                 |
| 출처: 미국 해양대기청 (평년값: 1991년~2020년, 극값: 1945년~현재, 상대습도/일조: 1961년~1990년) |                    |                    |                    |                    |                    |                    |                    |                    |                    |                    |                    |                    |                    |

## 정치
괌은 주민들의 투표로 선출된 지사(Governor)와 15인으로 구성된 단원제 의회가 다스린다. 괌은 미국 하원의 대의원(발언권은 있으나 투표권이 없는 연방 하원의원)을 한 사람 선출하는데, 현직 괌 대의원은 제임스 모일런(James Moylan)이다. 괌은 하와이와 같은 미국의 주(State)가 아니어서 선거인단이 배정되지 않는다. 자치권을 가진 속령이므로 공식적으로 미국 대통령 선거에 괌 시민들은 투표권이 없다. 물론 대통령 선거에 대한 '여론 조사' 개념으로 투표를 하기도 하지만 실제로 선거 개표에 포함하지 않는다.
괌 주민들이 괌을 푸에르토리코나 북마리아나 제도와 비슷한 자치주로 만들자는 운동을 널리 진행한다. 반면, 괌을 독립국으로 만들자는, 즉 괌이 미국에서 정치적으로 온전히 독립하여 개별 국가를 이루거나, 북마리아나 제도와 함께 자치주를 구성하자고 주장하는 이들이 있다. 그러나 미국 연방 정부는 이들 모두를 부정적으로 여긴다. 연방 정부는 괌의 독립이 현실적이지도 괌에 유리하지도 못하며, 괌이 아직 독립 국가를 이룰 정도로 경제적, 사회적으로 안정을 이루지 못했다고 본다. 이들은 미국이 괌에 얼마나 많은 지원을 하며, 괌의 경제가 얼마나 미국 지원에 의존하는지를 근거 자료로 제시하며, 괌이 자치주가 되면 과연 미국이나 괌에 득이 될지 의문이라는 견해다.

## 언어
공용어는 영어와 차모로어이다. 한국인과 일본인 대상 관광 수입이 섬 대부분의 수입을 차지한다. 이 중 한국인이 압도적으로 비율이 높아서 한국어도 일부 사용하며, 한국어를 이해하는 주민이 많은 편이다. 그 외에도 지리, 역사적 영향으로 약간의 에스파냐어, 타갈로그어, 중국어, 일본어등도 사용한다.

## 문화

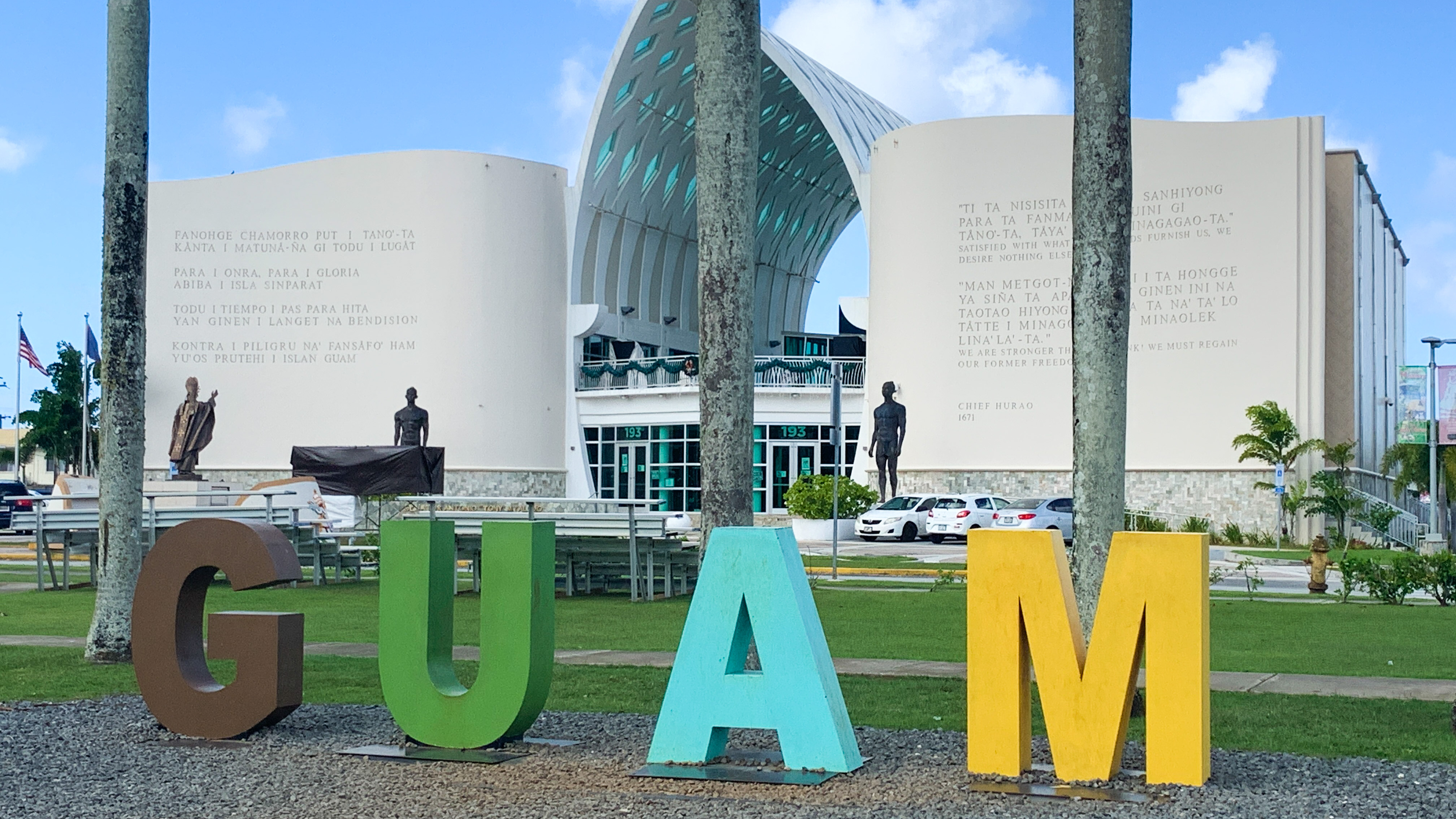
하갓냐에 위치한 괌 박물관

유럽과 접촉 한 차모로 과마니안 문화는 고유 문화에 미국, 스페인, 필리핀, 다른 미크로네시아인과 멕시코의 전통을 결합한 문화로 괌섬 고유의 풍습은 많이 남아 있지 않다. 현재 괌 문화는 고대 차모로 사람들의 기여가 뿌리를 조성하고, 스페인과 천주교회에서 크게 영향을 받은 문화를 가진 국제 사회의 문화이다.

### 음식 문화
차모로 요리는 주로 옥수수를 기본으로 하며, 멕시코와 아시아의 스페인 무역에서 분명한 영향을 미치는 옥수수, 타 멜레스, 아톨 및 칠라 퀼트를 포함한다. 괌의 현대적인 요리는 차모로, 필리핀, 태평양 섬 주민, 아시아인 및 백인 토속 종족의 요리와 융합하였다.

### 스포츠 문화
괌은 미국의 영향을 받아 농구와 야구, 미식 축구(또는 미식 풋볼) 등의 미국식 스포츠가 발달하였으며, 축구는 크게 인기가 없다. 괌에 사는 사람들이 좋아하는 스포츠가 대체로 농구, 야구, 미식축구이다. 괌이 일본령이었을 때에는 가라테, 유도, 검도, 스모 등 일본식 스포츠를 주입시켰다. FIFA에는 1996년에 가입하고 괌 축구 국가대표팀의 역대 최고 순위는 세계적으로 매우 낮다고 평가되는 182위이다. 월드컵 예선에 단 한 번 출전했지만, 그마저도 무득점에 35점 실점이었으며 2018년에야 예선에서 승리를 거뒀다. 자국의 개별 리그인 괌 리그가 있는데, (괌 쉽야드, 오렌지 크러셔스, 퀼러티 디스트리뷰터스, 팀 노카 오이 등 5팀) 이 리그는 국제 대회에 가까이 가지도 못하고 있다. 거기에다가 아메리칸사모아에 2:0으로 이기고 몽골에 1:0, 마카오에 3:0으로 이긴 전적을 제외한 모든 경기에서 패배를 기록했다. 대한민국에는 9:0, 조선민주주의인민공화국에는 21:0으로 졌으며, 대한민국 청소년 대표팀에게 28:0이라는 참패를 당했다. 퍼시픽 게임에도 여러 번 참여했는데, 야구에서 금메달을 3개 획득했다. 그러나 야구의 높은 인기도에도 불구하고 메이저 리그에 진출한 괌 선수는 한 명도 없고 프로 야구마저 없으며, 올림픽에서 금메달, 은메달, 동메달을 한 개도 얻지 못했다. 1988년 하계 올림픽 이후로는 매번 참가하나 그마저도 1996년 이후로는 10명 이상을 파견한 적이 없다. 스포츠 경기 때에는 괌의 국가만 단독으로 부른다.

### 종교 문화
괌은 스페인 지배의 영향으로 천주교 신자들이 75%로 가장 많다. 그 다음은 개신교 (17.7%), 무종교 (1.7%), 기타 (1.6%), 민족종교 (1.5%), 기타 개신교 교파 (1.4%), 불교 (1.1%) 순이며 극소수의 동방 정교회, 힌두교, 이슬람교 신자도 있다. 천주교 교구는 하갓냐 대교구 소속이다.

## 교통

### 비행기
공항은 앤토니오 B. 원 팻 국제공항이 있다. 대한민국, 미국 본토와는 섬 지역인 특성상 항공편으로 연결한다. 대한민국 인천국제공항에서 대한항공, 제주항공, 진에어가 각각 하루 2편, 티웨이항공, 에어서울이 괌 노선을 운항하며, 김해국제공항에서 제주항공, 진에어, 에어부산이 괌 노선을 운항하고, 대구국제공항에서 티웨이항공이 오사카 경유 괌 노선을 운항한다.

### 버스
여기서 확인할 수 있다.

## 같이 보기
- 괌의 국기
- 괌 프리미엄 아울렛(GPO, en:Guam Premier Outlets)
- 마이크로네시아 몰
- 아가냐 쇼핑센터(영어판)